# Фламандская манера
Фламандская манера (итал. maniera Fiamminga, также фламандская техника) — одна из техник, наряду с итальянской манерой, масляной живописи в европейском искусстве XV—XVI веков. Сложная система последовательного нанесения множества прозрачных и полупрозрачных слоёв краски по светлому грунту лессировками позволяла достичь художникам насыщенного колорита и особой светоносности картины. В наиболее чистом виде техника воплотилась в нидерландской живописи XV века, но за пределами страны в своей классической форме распространения не получила.

## Норвежские иконы
Самыми ранними из известных произведений масляной живописи являются иконы, созданные в Норвегии в XIII веке (их сохранилось около тридцати). Они выполнены в технике, которая, скорее всего, была характерна для ряда художественных школ Северной Европы. Дальнейшее развитие эта техника, существенно отличавшаяся от византийской живописной техники, господствовавшей на юге и востоке Европы, получила в нидерландском изобразительном искусстве.
Принципы технологии масляной живописи норвежских икон, судя по данным их технологических исследований, положили начало североевропейской технике. Деревянная основа грунтовалась белым клеемеловым составом (толщина слоя от 10 до 60 мкм), по которому графьей (инструментом для нанесения углублённых линий) наносился рисунок. Чтобы изолировать грунт от красочного слоя, поверх него наносился, вероятно, яичный белок. «Золотой» фон иконы выполнялся из серебряной фольги, покрытой жёлтым лаком (органическим красителем в масляном связующем). Фигуры подмалёвывались свинцовыми белилами на масляном же связующем. Обыкновенно краски наносились в два или, реже, в три слоя, причём слои, наносившиеся поверх белил, выполнялись лессировочными пигментами. Благодаря фону из белил усиливалась цветовая интенсивность вышележащих слоёв краски. Как правило, моделировка объёма (слабо выраженная) велась только в области лиц персонажей. В качестве связующего использовались высыхающее растительное масло и яичный белок в различных комбинациях.

## Южные Нидерланды
Нидерландские художники, придерживаясь сложившегося в средневековье принципа разделения процесса на стадии, развили и усовершенствовали технологию северной живописи. В творчестве Яна ван Эйка фламандский метод был «доведён до совершенства».
Подготовительный рисунок выполнялся по белому клеемеловому грунту чёрной краской, разведённой водой. Затем вся картина покрывалась масляной прозрачной имприматурой лёгкого телесного цвета. Далее намеченные контуры в местах, где должны быть тени, проходили краской тёплого коричневого цвета. Получалась пропись в одном цвете, не закрывавшая всю поверхность. Затем художник делал подмалёвок холодными тонами, тщательно прописывая его, автор «Книги о художниках» Карел ван Мандер называл эту часть работы «мёртвыми красками» (dootverwe). Завершающая (третья) стадия работы над картиной заключалась в нанесении лессировочных слоёв.
Определяющую роль в этом методе играли основные несколько забелённые плотные слои. Лессировочными слоями лишь тонировалось и частично ретушировалось почти завершённое изображение. В то же время при моделировке обнажённого тела человека, его лица, рук фламандские художники XV века (и это обстоятельство существенно отличает фламандскую манеру от остальных живописных технологий) применяли именно лессировку, не прибегая к корпусному письму. Поверх имприматуры наносился очень тонкий слой слабо подцвеченных свинцовых белил, а затем велась проработка полупрозрачными слоями цветных земель. Таким образом инкарнат фламандцы писали в один слой, не прибегая к высветлению, когда объём создавался «из глубины», как при живописи темперой, и не строя объём в подмалёвке, как это будет принято впоследствии в масляной живописи. Толщина красочного слоя инкарната — до 30 мкм, там же, где написаны одежды, она достигает 100—130 мкм.
По поводу сообщения Карела ван Мандера о технике фламандских живописцев XV века исследователь и художник Э. Бергер отмечал, что термин dootverwe «обозначает матовую глухую краску» сродни «пожухшей масляной краске». Однако Бергер считал, что dootverwe выполнялся темперой, «оживляемой затем слоями масла или лака». Исследования произведений ван Эйка и других фламандцев, проведённые позднее в лабораториях, показали, что в подмалёвке темпера не использовалась, а связующее делалось на сиккативном масле с дополнительными добавками.
В процессе реставраций произведений фламандских художников XV века были взяты пробы красочного слоя, исследование которых показало, что их картины выполнены многослойным письмом прозрачными лессировками чистыми красками по смесям со свинцовыми белилами, из которых состоят основные слои. Этот метод многослойного письма был более сложен, чем живопись темперой. Триста девятнадцать образцов красочного слоя Гентского алтаря помогли восстановить процесс работы художника. Синие одежды Богоматери написаны по основанию из двух слоёв непрозрачных белил с азуритом двумя слоями ультрамарина: сначала краской в смеси с белилами (полупрозрачный слой), потом лессировкой чистым ультрамарином. Причём все нижние слои выполнены масляной краской, а лессировочный слой — краской на водорастворимом связующем. Зелёный цвет выполнялся по двум-трём основным слоям малахита с белилами (на масляном связующем, иногда в комбинации с жёлтым органическим красителем) лессировкой резинатом меди (на природной смоле). Фиолетовые одежды — кроющий слой белил с лессировкой краплаком, в некоторых случаях между этими двумя слоями прокладывался слой белил в смеси с ультрамарином или азуритом. Таким образом, пигменты для лессировочных слоёв стирались на смолах (коричневые пигменты и резинат меди) или водорастворимом связующем (ультрамарин), а корпусные краски (свинцовые белила, охры в комбинации с другими пигментами) — на масляном связующем.
В такой же последовательности стадий и теми же материалами, как ван Эйк, писал Дирк Баутс «Алтарь святого Причастия» (1464—1467, Лёвен, собор Святого Петра). В некоторых местах алтаря красочный слой имеет более сложное строение, чем у ван Эйка. Так, синяя одежда одного из действующих лиц на части створки, где изображена еврейская Пасха, написана в следующем порядке — внизу корпусная розовая краска, далее также непрозрачная фиолетовая, потом азурит и верхний лессировочный слой коричневым пигментом на смеси масла и смолы. Все краски нижних слоёв стёрты на масле.
Изучение произведений живописцев фламандской школы, в том числе Дирка Баутса, Герарда Давида, Колина де Котера, Юстуса ван Гента показало, что часть красок приготавливалась на животном белке (желатин), тонко измельчённом в сиккативном масле. В результате получалась эмульсия с содержанием зёрен белка по объёму 25—50 % в масле, соединённом с пигментом.

### Ян ван Эйк
Век спустя после смерти ван Эйка Джорджо Вазари приписал ему изобретение масляной живописи. Вслед за автором «Жизнеописаний» и Карел ван Мандер назвал знаменитого фламандца первооткрывателем масляной живописи. В XIX веке это утверждение поддержал Ж. Мериме, благодаря которому оно распространилось в искусствоведческой литературе. На самом деле неизвестно никаких свидетельств современников о том, что ван Эйк был изобретателем нового метода. Художники по обе стороны Альп работали масляными красками и до ван Эйка. Современные историки искусства склоняются к тому, что наиболее сильное влияние на живопись той эпохи (и не только Нидерландов, но и Италии) оказал Флемальский мастер. Настоящая заслуга ван Эйка состоит в усовершенствовании нового живописного метода. Эта техника позволяла более легко, по сравнению с распространённой до этого живописью темперой, получать смягчённые контуры, глубокий колорит; достигать слитности красочных мазков, создававших эмалевую фактуру картины.
«Совершенство живописи ван Эйка действительно столь высоко по сравнению с его предшественниками, современниками и последователями, что заставляет видеть в нём непревзойдённого в европейской живописи до Леонардо да Винчи мастера передачи натуры средствами цвета».

## Дальнейшее развитие техники
Новое поколение художников севера вскоре обратилось к живописи маслом в один слой. Например, Ян Йост в своём алтаре из церкви Святого Николая в Калькаре (1506—1507) все доски этого полиптиха писал в один слой. Многослойное письмо было использовано им только для изображения одеяний и травы; облака он писал поверх неба, так что кое-где его синева просвечивает через белила. В биографии Босха Карел ван Мандер сообщает о том, что писал художник «с одного удара кисти», но это не сказывалось на качестве живописи. Босх, по словам ван Мандера, наносил рисунок на загрунтованную белым доску и намечал тела «лёгким тоном», при этом грунт в некоторых местах оставался открытым. Справедливость слов ван Мандера была подтверждена техническими исследованиями картин Босха, в том числе «Несения креста». Художник действительно писал в один слой, в «Несении креста» два слоя краски обнаружены только в двух местах.
Однако и в начале XVI века ещё использовалась система многослойной живописи, об этом свидетельствует корреспонденция Альбрехта Дюрера. В его посланиях к Якобу Геллеру, заказчику алтаря «Вознесение Марии» (1507—1511), достаточно подробно описывается процесс работы над центральной частью композиции, которую художник выполнял собственноручно. 24 августа 1508 года Дюрер сообщает, что картина по уже имеющимся слоям краски («покрыта двумя добротными красками»), будет прописана им в несколько приёмов («намерен… прописать её четыре, пять или шесть раз для большей чистоты и прочности»). Работа затянулась, в августе следующего, 1509, года она была завершена, по словам художника картина была «написана лучшими красками, какие я мог достать. Она подмалёвана и написана лучшим ультрамарином и прописана им пять или шесть раз. И когда она была уже готова, я ещё дважды её прописал, чтобы она сохранилась на долгие времена». Свою систему живописи Дюрер описал в одной из частей теоретической работы «Книга о живописи» («О красках»). Чтобы создать у зрителя иллюзию трёхмерности, Дюрер советует писать тени краской «сходной цветом» с краской, которой изображён предмет.
Тем не менее, сложившаяся во Фландрии в начале XV века живописная техника практически не получила распространения за пределами страны. Авторами произведений во фламандской манере в Италии были художники-фламандцы. Мастера, работавшие в Испании в сходной технике живописи, но в упрощённом варианте, в искусствоведческой литературе называются испано-фламандскими, иногда это также является указанием на происхождение художника. Одним из них был Хуан де Фландес. «Истории» (одиннадцать картин) Фландеса для алтаря кафедрального собора в Паленсии и «Поклонение волхвов» из церкви в Кервере, которое атрибутируется ему, написаны почти полностью масляными красками. Однако сам красочный слой уже не такой сложный, как на картинах фламандцев. Фландес, в отличие от них, почти всегда писал синий цвет в один слой азуритом в смеси со свинцовыми белилами, в котором попадаются охра и краплак; живопись в два слоя довольно редка, а зелёный тон в два слоя при исследовании этих произведений был встречен лишь дважды. Толщина слоёв краски, особенно слоёв с белилами, увеличилась, а красочные мазки стали заметнее.
Впоследствии живописная техника всё более упрощалась, и уже Карел ван Мандер писал о манере alla prima («наброске предмета с первого раза»), ошибочно считая её манерой «старых мастеров» и приписывая её ван Эйку, Дюреру и другим художникам северной Европы, что не подтверждается исследованиями их картин. Спустя годы Рубенс преобразует старую манеру северного письма живописной кинетикой, воспринятой у итальянцев.
В похожей на фламандскую манеру технике работал Леонардо да Винчи. Он писал по белому грунту без плотного подмалёвка тончайшими лессировками. Однако Леонардо передавал контуры предметов, а также достигал иллюзии глубины пространства, используя приём сфумато, который не был знаком старым фламандским мастерам. В отличие от произведений северных художников толщина красочного слоя у Леонардо одинаково минимальная как в светах, так и в тенях.

## Комментарии
1. ↑  Подобным образом Ян ван Эйк начал свою оставшуюся незавершённой картину «Святая Варвара».
2. ↑  Что хорошо видно на рентгенограммах картин, где лессировки, моделирующие объём, не фиксируются.
3. ↑  Погибла при пожаре в XVIII веке[9].